# Bureau français de Taipei
Le bureau français de Taipei (BFT) est la représentation diplomatique officieuse de la France auprès de la république de Chine (Taïwan). Regroupant plusieurs services administratifs français sous l'autorité d'un directeur nommé par le ministère des Affaires étrangères, elle est située à Taipei, la capitale du pays. Elle est dirigée, depuis août 2023, par Franck Paris (d). 
Jusqu'en 2011, il portait le nom d'Institut français de Taipei. Le nom chinois n'a pas été modifié : 法國在台協會 Faguo zaitai xiehui.

## Statut
Le bureau n'est pas une ambassade et n'est donc pas régi par la convention de Vienne sur les relations diplomatiques. Cependant, son rôle est très similaire puisqu'il a notamment pour mission de faciliter et de promouvoir les échanges entre la France et Taïwan, en particulier dans les domaines économique, culturel, éducatif et scientifique.

## Histoire
Jusqu'au début des années 1960, l'ensemble des nations occidentales reconnaissaient les autorités de la république de Chine comme seules représentantes du peuple chinois.
Le 27 janvier 1964, le président Charles de Gaulle change de stratégie, et reconnait la république populaire de Chine comme représentante légitime de la nation chinoise, décidant ainsi d'établir des relations diplomatiques avec le régime communiste de Pékin.

Le 10 février, le gouvernement nationaliste chinois de Taipei rompt en rétorsion, les relations avec la France.
Depuis, les deux pays n’ont officiellement que des échanges commerciaux et culturels par le biais de leurs bureaux de représentation respectifs.

## Liste chronologique des chefs de la représentation
| Nom                                   | Portrait | Mandat    |
| ------------------------------------- | -------- | --------- |
| André Travert (d)                     |          | 1987-1989 |
| Marc Menguy (d)                       |          | 1989-1993 |
| Jean-Paul Réau (d)                    |          | 1993-1997 |
| Gérard Chesnel (d)                    |          | 1997-2000 |
| Élisabeth Laurin                      |          | 2000-2005 |
| Jean-Claude Poimbœuf (d)              |          | 2005-2008 |
| Patrick Bonneville (d)                |          | 2008-2011 |
| Olivier Richard (d)                   |          | 2011-2015 |
| Benoît Guidée                         |          | 2015-2019 |
| Jean-François Casabonne-Masonnave (d) |          | 2019-2023 |
| Franck Paris (d)                      |          | 2023-     |

## Consulat
Le bureau français de Taipei possède une section consulaire.

### Communauté française
Au 31 décembre 2016, 2 124 Français étaient inscrits sur les registres consulaires à Taïwan.
| 2001  | 2002  | 2003  | 2004  |
| ----- | ----- | ----- | ----- |
| 1 089 | 1 199 | 1 200 | 1 282 |

| 2005  | 2006  | 2007  | 2008  |
| ----- | ----- | ----- | ----- |
| 1 324 | 1 301 | 1 258 | 1 300 |

| 2009  | 2010  | 2011  | 2012  |
| ----- | ----- | ----- | ----- |
| 1 325 | 1 331 | 1 517 | 1 610 |

| 2013  | 2014  | 2015  | 2016  |
| ----- | ----- | ----- | ----- |
| 1 678 | 1 778 | 1 961 | 2 124 |

### Circonscriptions électorales
Depuis la loi du 22 juillet 2013 réformant la représentation des Français établis hors de France avec la mise en place de conseils consulaires au sein des missions diplomatiques, les ressortissants français d'une circonscription recouvrant la Corée du Sud et Taïwan élisent pour six ans trois conseillers consulaires. Ces derniers ont trois rôles : 
1. ils sont des élus de proximité pour les Français de l'étranger ;
2. ils appartiennent à l'une des quinze circonscriptions qui élisent en leur sein les membres de l'Assemblée des Français de l'étranger ;
3. ils intègrent le collège électoral qui élit les sénateurs représentant les Français établis hors de France.

Pour l'élection à l'Assemblée des Français de l'étranger, Taïwan appartenait jusqu'en 2014 à la circonscription électorale de Tokyo, comprenant aussi la Chine, le Japon et la Mongolie, et désignant quatre sièges. Taïwan appartient désormais à la circonscription électorale « Asie-Océanie » dont le chef-lieu est Hong Kong et qui désigne neuf de ses 59 conseillers consulaires pour siéger parmi les 90 membres de l'Assemblée des Français de l'étranger.
Pour l'élection des députés des Français établis hors de France, Taïwan dépend de la 11e circonscription.

## Adresse
Fin février 2021, le Bureau français de Taipei déménage ses locaux au 39e étage de la tour Taipei 101.

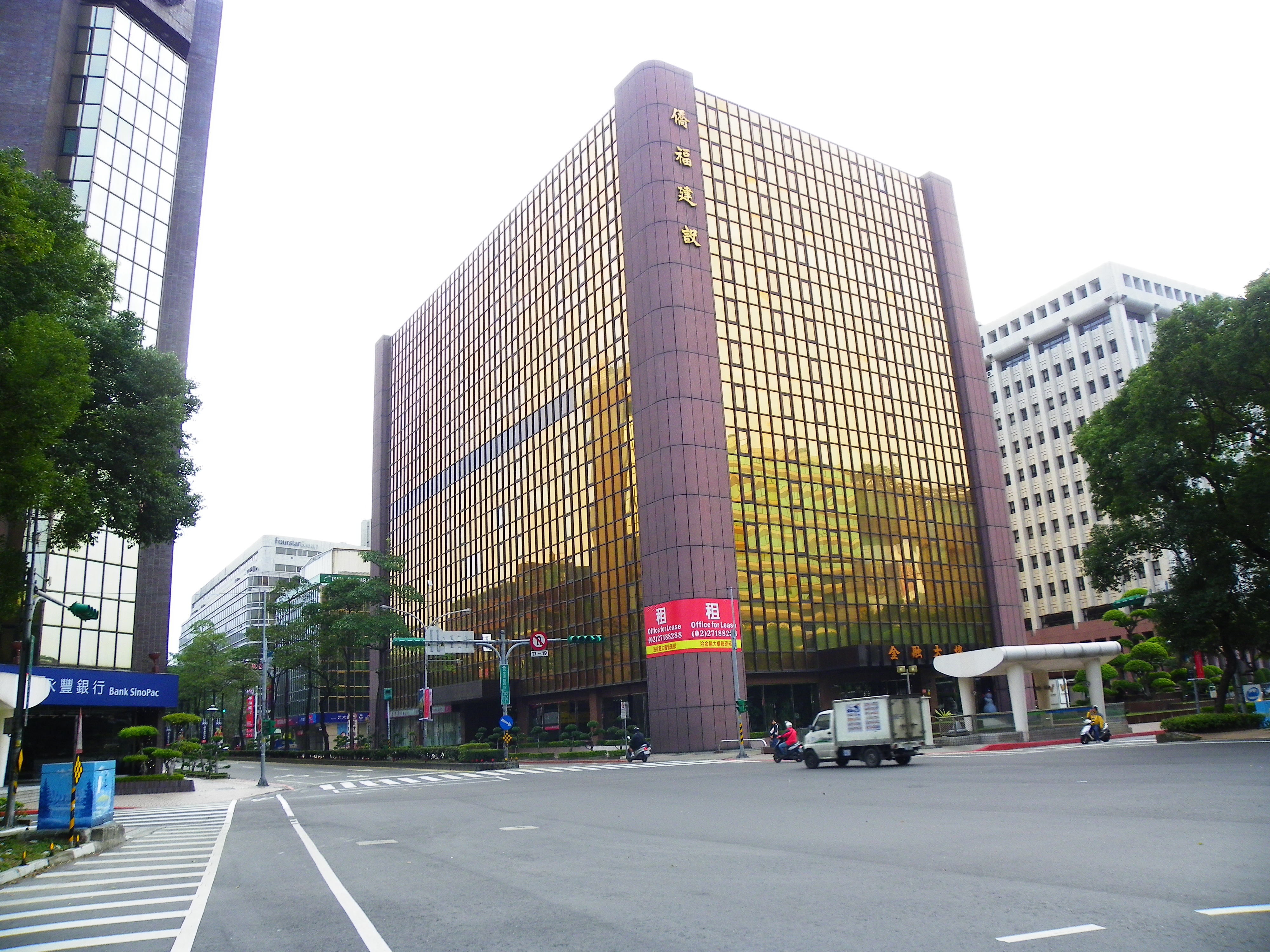
Bâtiment financier de Qiaofu, avant le déménagement de 2021.
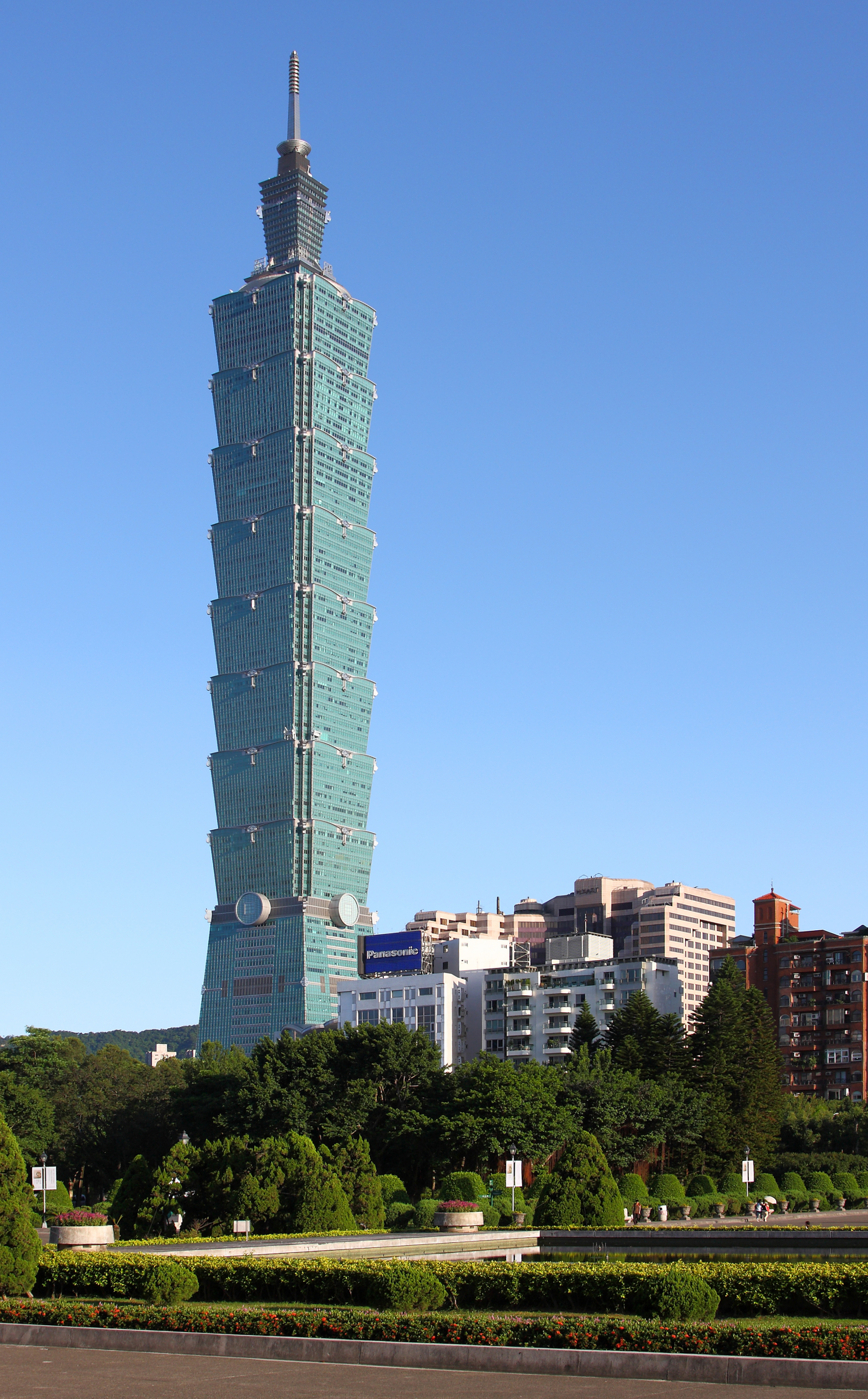
Taipei 101.